# Oberwaldbauern
Oberwaldbauern ist ein Weiler mit 25 Einwohnern (Stand: 1. Jänner 2024) in der Stadtgemeinde Friedberg, Bezirk Hartberg-Fürstenfeld, in der Steiermark in Österreich. Der Ort grenzt im Süden und Osten an das Burgenland.

## Geografie/Lage
Oberwaldbauern liegt im Bezirk Hartberg-Fürstenfeld (ehem. Bezirk Hartberg) in der (Tourismus-)Region Wechselland der östlichen Steiermark. Der Ortskern liegt nur etwa 100 Meter westlich des Burgenlands und grenzt dort an die Gemeinden Pinkafeld und Grafenschachen (welche auch die Ortschaft Unterwaldbauern umfasst) im Bezirk Oberwart.
Die nächstgelegenen Hauptverkehrsadern sind die Süd Autobahn A2, die rund 1,5 km östlich der Ortschaft verläuft und über die Auffahrt Pinkafeld befahren werden kann, und die Wechsel Bundesstraße B54, die über die Auffahrt Ehrenschachen/Stögersbach erreicht wird.
Der Ort kann per Straße nur über Ehrenschachen und Pinkafeld (Ortsteil Gfangen) erreicht werden, eine direkte Verbindung zum Schwesternort Unterwaldbauern gibt es nicht.

## Geschichte
Laut Adressbuch von Österreich waren im Jahr 1938 in Oberwaldbauern einige Landwirte ansässig.
Bis Ende 1967 war der Ort Teil der ehemaligen Gemeinde Ehrenschachen, bevor diese in die Gemeinde Friedberg eingegliedert wurde. In der Nähe des Ortes finden sich einige historische Bauwerke und Stätten, wie etwa das denkmalgeschützte Hügelgräberfeld aus der römischen Kaiserzeit (Listeneintrag) und die Römerbrücke bei Kroisegg.